# Phyllorhiza punctata
Phyllorhiza punctata, ook wel blauwpuntkwal, is een schijfkwal uit de familie Mastigiidae. De kwal komt uit het geslacht Phyllorhiza. Phyllorhiza punctata werd in 1884 voor het eerst wetenschappelijk beschreven door Lendenfeld.

## Verspreiding
Phyllorhiza punctata is een schijfkwal met een grote, opvallend medusestadium. De meeste populaties hebben medusae die zoöxanthellen bevatten, symbiotische algen, die een groot deel van hun voeding leveren door middel van fotosynthese, en de schotel een bruinachtige kleur geven. Deze soort werd voor het eerst beschreven vanuit Port Jackson in Sydney, Australië en zijn waarschijnlijke inheemse verspreidingsgebied omvat de zuidwestelijke Stille Oceaan van Thailand tot New South Wales. Geïntroduceerde populaties zijn gevonden in Noord-Amerika (West-, Oost- en Golfkust), Hawaï, het Caribisch gebied, Brazilië en de Middellandse Zee. Grote biomassa's kunnen zich ontwikkelen in beschutte estuaria en lagunes, en soms in offshore kustwateren.